# Яков Ненадович
Князь Яков Ненадович (серб. Јаков Ненадовић; 1765, Бранковина, Османская империя (ныне Валево, Сербия) — 1836, там же) — сербский военно-политический деятель, военачальник (воевода) времён Первого сербского восстания, третий председатель сербского Правительственного совета в 1810—1811 годах.

## Биография
Младший брат Алексы Ненадовича, погибшего от рук янычар в событиях, известных как «Резня князей». Его племянником был Матфей Ненадович, вместе с которым поднял сербское восстание в нахиях Валево и Шабац.
После победы над турками в Свилеуве в 1804 году присоединился к антитурецкому восстанию. Вскоре стал одним из самых видных руководителей восстания в Западной Сербии. В марте, получив боеприпасы и оружие из Австрийской империи, со своим отрядом успешно атаковал город Шабац.
В 1805 году принял участие в создании Правительственного совета, который управлял освобожденной Сербией. В 1810 году занял пост его председателя, сменив Младена Миловановича.
В 1811 году стал первым министром внутренних дел сербского революционного правительства.
В 1814 году, после поражения Первого сербского восстания против Османской империи и покорения страны Блистательной Портой, покинул Сербию и бежал в Бессарабию вместе с Карагеоргием.
В 1816 году входил в посольство Карагеоргия ко двору императора Александра I в Санкт-Петербурге. Затем эмигрировал в Австрийскую империю, жил до 1831 в Хотине (Бессарабия).
Вернувшись в Сербию, умер в 1836 году на своей родине в Бранковине.
Он является дедом княгини Сербии Персиды Ненадович, которая вышла замуж за Александра Карагеоргиевича, сына руководителя Сербского восстания Карагеоргия. В 1842 году, после низвержения Михаила Обреновича, Александр был в сентябре избран князем Сербии, и Персида с той поры стала княгиней Сербии.